# Antoni Höhne
Antoni Höhne (ur. ok. 1745 w Leukersdorfie, zm. 21 czerwca 1795 w Poznaniu) – czeski budowniczy, architekt i przedsiębiorca działający w Polsce.

## Życiorys
Urodził się ok. 1745 w Leukersdorf (dziś Čermná w gminie Libouchec) w północnych Czechach (powiat Ústí nad Labem). Jego działalność zawodowa wskazuje, że uzyskał gruntowne wykształcenie architektoniczne i budowlane. Do Polski przybył, jak chce tradycja rodzinna, w związku z budową pałacu w Rogalinie (ok. 1768–1770). Przyjął następnie (przed rokiem 1773) prawo miejskie w Wolsztynie, gdzie posiadał dom. Przy budowie tamtejszego kościoła parafialnego ukończonego w 1779 pełnił rolę architekta, zatrudniony na czele grupy murarzy i polierów z Czech, mimo że w 1777 roku przyjął prawo miejskie Poznania, rekomendowany przez rzeźbiarza Augustyna Schöpsa. Z tym miastem pozostał związany już do końca życia. Zapewne korzystał przy tym zawodowo ze wzmożonego ruchu budowlanego pod auspicjami Komisji Dobrego Porządku. W 1779 roku Stanisława Augusta nadał mu status architekta królewskiego. Od 1779 roku do końca życia regularnie był wybierany na seniora poznańskiego cechu murarzy. Jego status jedynego wybitnego architekta w Poznaniu powodował, że wszystkie poważniejsze prace budowlane w mieście odbywały się z jego udziałem. Również przy renowacjach licznych kamienic tworzył wizje i kosztorysy. Jego przedsiębiorstwo budowlane znane jako „Czeladź Pana Heynego” prowadziło w mieście i na terenie Wielkopolski dochodową działalność, uzupełniając pracę swojego właściciela jako budowniczego i projektanta. Jako architekt reprezentował tzw. „zimny barok” z drugiej połowy XVIII wieku. Znaczącą budowlą sakralną projektu Höhnego jest kościół Św. Krzyża w Poznaniu przy ul. Grobla. Poza tym w Poznaniu zaprojektował i wzniósł nieistniejący już budynek sądu na Zamku (ok. 1778–1783), pałac Gurowskiego zwany Działyńskich (1785–1787), liczne kamienice oraz budynki użytkowe.
Antoni  Höhne był dwukrotnie żonaty: od około 1773 z Elżbietą Pernicką, a później z Franciszką Kruger. Jego synem był Józef Hoene-Wroński, filozof i matematyk. Zmarł nagle w Poznaniu 21 czerwca 1795. Pozostawił znaczny majątek, który dziedziczyli druga żona i sześcioro żyjących dzieci z obu małżeństw.